# Newcomerstown (Ohio)
Newcomerstown es una villa ubicada en el condado de Tuscarawas en el estado estadounidense de Ohio. En el Censo de 2010 tenía una población de 3822 habitantes y una densidad poblacional de 501,93 personas por km².

## Geografía
Newcomerstown se encuentra ubicada en las coordenadas 40°16′34″N 81°35′42″O / 40.27611, -81.59500. Según la Oficina del Censo de los Estados Unidos, Newcomerstown tiene una superficie total de 7.61 km², de la cual 7.36 km² corresponden a tierra firme y (3.3%) 0.25 km² es agua.

## Demografía
Según el censo de 2010, había 3822 personas residiendo en Newcomerstown. La densidad de población era de 501,93 hab./km². De los 3822 habitantes, Newcomerstown estaba compuesto por el 95.55% blancos, el 1.65% eran afroamericanos, el 0.21% eran amerindios, el 0.34% eran asiáticos, el 0% eran isleños del Pacífico, el 0.5% eran de otras razas y el 1.75% pertenecían a dos o más razas. Del total de la población el 1.18% eran hispanos o latinos de cualquier raza.